# Kim Dzsuszong (labdarúgó)
Kim Dzsuszong (hangul: 김주성, RR: Kim Ju-seong; népszerű átírással: Kim Joo-sung; Jangjang (Yangyang), 1966. január 17. –) dél-koreai válogatott labdarúgó.

## Fordítás
- Ez a szócikk részben vagy egészben  a   Kim Joo-sung című angol Wikipédia-szócikk fordításán alapul.  Az eredeti cikk szerkesztőit annak laptörténete sorolja fel. Ez a jelzés csupán a megfogalmazás eredetét és a szerzői jogokat jelzi, nem szolgál a cikkben szereplő információk forrásmegjelöléseként.